# 3e régiment d'artillerie de marine
Pour les articles homonymes, voir 3e régiment et 3e RAMa.
Le 3e régiment d’artillerie de marine (3e RAMa) se situe sur "le rocher" à Canjuers : plus grand camp d'Europe Occidentale. Sa devise est : "à l'affût toujours, jamais ne renonce". Il appartient à l'Armée de terre française (AdT), au sein de la 3e division (3e DIV), il est le régiment d'appui feu de la 6e brigade légère blindée (6e BLB), 
Il est l'héritier du 3e régiment d'artillerie coloniale créé sous le Premier Empire, à Rochefort par décret consulaire le 13 mai 1803 (Napoléon Bonaparte). Il fut présent en corps constitué ou en unités isolées depuis cette date, sur presque tous les champs de bataille où la France a livré combat. Mort debout en 1940 par son sacrifice pour retarder l'envahisseur allemand, il est recréé en 1943 par le colonel Jean Crépin (futur général), qui fit du régiment une machine de guerre au sein de la 2e division blindée du général Philippe Leclerc de Hauteclocque. Le 3e RAMa est l'une des très rares unités de l'armée de Terre à avoir été faite Compagnon de la Libération. Il compte 12 noms de batailles brodés dans les plis de son étendard dont plusieurs se sont tenues au XIXe siècle : Hanau (1813), Mogador (1844), Dahomey (1892), Tien-Tsin (1900), Maroc (1908 - 1913), Champagne (1915), La Somme (1916), La Serre (1918), Fezzan (1942), Sud Tunisien (1943), Paris (1944), Strasbourg (1944).
Les soldats qui servent au sein du 3 sont appelés les Bigors, cela provient de « bigorneau », surnom découlant du fait que les artilleurs de Marine étaient jadis fixés à leurs batteries côtières, comme les bigorneaux sur leurs rochers. Ils se reconnaissent par leur "force d'âme", leur vaillance, leur audace, qualité maîtresse du Bigor, conjuguant excellence technique et tactique. Venus de Polynésie, des Antilles, de Guyane, de La Réunion, de métropole, ils forment ensemble la famille régimentaire.
Ils servent sur les systèmes d'armes les plus modernes : canon CAESAR, drones tactiques, postes de tir MISTRAL, radars, véhicules de la gamme SCORPION et notamment sur GRIFFON. En équipage, ils deviennent des guerriers redoutables aux côtés de leurs camarades légionnaires, spahis et marsouins. Leur audace c'est l'insolence des appuis feux face à l'ennemi sans lesquels aucune victoire n'est possible au combat.

## Histoire

### Le3eRAMa, des origines à la fin du Premier Empire
Si les premières expéditions françaises outre-mer remontent aux croisades, il faut attendre le XVIe siècle pour voir se dessiner une volonté d'expansion coloniale essentiellement commerciale et privée. Après une première tentative de réforme de la Marine orchestrée par le cardinal de Richelieu, la France se dote d'un véritable outil de défense et de conquête avec des troupes d'infanterie et d'artillerie. La tradition retient 1692 comme date de création de l'artillerie de Marine sous l'impulsion de Colbert alors ministre de la Marine et Louis XIV. Cependant, c'est sous les règnes de Louis XV et de Louis XVI que l'on voit apparaître une véritable artillerie de Marine. Après les tumultes de la fin de l'Ancien Régime et de la Révolution française, Napoléon Bonaparte réorganise ce corps et crée en 1803 quatre régiments d'artillerie de Marine. Ils s'illustreront durant les campagnes de l'Empire. En particulier à Lützen pour le 1er et 2e régiment et Hanau pour le 3. En 1804, l'ensemble prend le nom de « Corps Impérial d'Artillerie de la Marine ». Depuis cette date, le 3e régiment d'artillerie de Marine fait trembler l'univers par ses feux.

#### La création du 3 et sa participation aux campagnes napoléoniennes
En 1804, le corps d'artillerie de la Marine devient le corps impérial d'artillerie de la Marine. Durant la période de 1804 à 1811, trois théâtres d'opérations peuvent alors être définis : l'Outre-Mer, l'Europe et le territoire métropolitain. L'artillerie de Marine participe à la bataille navale de Trafalgar le 21 octobre 1805 mais cette défaite n'empêche pas la poursuite d'une politique d'outre-mer. En effet, même si les actions de Napoléon en Europe masquent ses entreprises, les artilleurs de la Marine sont engagés de diverses manières. En 1807-1808, un bataillon d'artillerie de la Marine se joint également à l'armée expéditionnaire du général Junot et participe à la grande invasion du Portugal.
À partir de 1809, Napoléon commence à manquer d'une bonne infanterie en nombre et en qualité. Il compense cela par l'utilisation de plus en plus importante de l'artillerie en tant qu'unité d'infanterie.
En 1810, lors de sa visite des ports, l'Empereur est impressionné par la bonne tenue de l'artillerie de la Marine composée de vieux soldats et, il décide d'en augmenter les effectifs. Toutefois, le volontariat ne suffit plus, l'incorporation des conscrits réfractaires paraît être une solution. Ce mode de recrutement s'accompagne évidemment d'un très fort taux de désertion lors des déplacements des détachements. Pourtant, la campagne de Saxe 1813 fait entrer ce corps avec éclat dans l'Histoire.
En 1812 commence la campagne de Russie aussi appelée « guerre patriotique de 1812 » par les Russes. Leur principal but de guerre est la levée du blocus continental imposé par Napoléon à toute l'Europe, cette expédition tourne vite à la catastrophe lorsque les rêves de l'Empereur se brisent dans les steppes de Russie.
La Grande Guerre est taillée en pièce par l'hiver. Elle échappe de justesse à la capture et à son anéantissement lors de la bataille de la Bérézina le 27 novembre 1812, l'Empereur parvient tant bien que mal à rejoindre la Pologne. La Grande Armée est au plus mal et enregistre de lourdes pertes. Napoléon regagne alors la France à la hâte début décembre 1812 dans le but de reconstituer une armée. Dès mars 1813, il parvient à rassembler 40 000 hommes pour partir en direction de l'Allemagne, mais la majeure partie du matériel d'artillerie, soit 1 200 pièces est restée en Russie.
Face à la difficulté de lever des troupes spécialisées et pour compenser une partie des pertes effroyables subies en Russie, l'amiral Decrès, ministre de la Marine, propose à l'Empereur d'intégrer le corps impérial d'artillerie de la Marine dans la Grande Armée. L'empereur décide donc de mobiliser 12 000 artilleurs de Marine alors en garnison dans leurs ports et arsenaux.
Ainsi, le 1re régiment de Brest, le 2e de Toulon, le 3e de Rochefort et le 4e de Lorient forment la 1re division du VIe corps d'armée du maréchal de Marmont, soit quasiment la moitié de l'infanterie de ce corps. Ils ne sont désormais plus organisés en tant qu'unité d'artillerie mais en tant qu'unité de marche où ils vont se signaler en tant que tel tout au long de la campagne d'Allemagne.
Le 3e RAMa se trouve alors à Cherbourg. Les bataillons (840 hommes) sont à 6 compagnies de 140 hommes. Chaque compagnie compte en principe 88 simples canonniers, 16 canonniers de 2e classe, 16 de 1re classe, 8 caporaux, 14 sous-officiers et 3 officiers. Au début de la campagne, le 3 est à 3 bataillons, soit 2 476 hommes commandés par le colonel Butraud.
Début avril 1813, le VIe corps entre en campagne. Or, la Confédération des États allemands puisqu'alors alliée de l'Empire décide soudainement de rejoindre la coalition afin de stopper l'avancée française vers la Pologne. Alors en mouvement vers Leipzig, la division d'artillerie de la Marine connaît son baptême du feu le 2 mai 1813 à Lützen.

#### La campagne d'Allemagne
En 1813, les quatre régiments d'artillerie de Marine doublent le nombre de leurs bataillons. Cette restructuration a pour but principal de pallier la pénurie d'effectif et de reconstituer un semblant de Grande Armée après la désastreuse campagne de Russie. Les trois premiers bataillons du 3 sont engagés pour participer à la campagne d'Allemagne accompagnés du 1e er six bataillons du 2e et trois du 4e, soit 20 bataillons d'un effectif de 16 895 hommes. Cette nouvelle articulation est passée en revue à Mayence par le maréchal Kellermann. Une fois l'artillerie de Marine prête à entrer en campagne, les 20 bataillons forment la 2e division de la Marine au sein du IIe corps d'observation du Rhin. Peu après son arrivée à Mayence, l'artillerie de Marine forme la majeure partie du VIe corps d'armée du maréchal Marmont. Le 3 est alors commandé par le colonel Butraud et compte 2 476 hommes. Avec le 1er, il forme la brigade Cacault de la 1re division commandée par le général Compans.

##### La bataille de Lützen
Au mois d'avril, Napoléon lance une première offensive vers Dresde dans le but d'atteindre Leipzig puis Elster afin de rejoindre le corps du prince Eugène au Nord de la ville. Le 2 mai 1813, le régiment livre une première bataille à Lützen et enregistre avec les reliquats du corps d'armée un des faits les plus mémorables de cette campagne. En effet, sous le commandement du duc de Raguse, ces derniers forment l'aile droite et reçoivent le premier choc. Chargés par une nuée de cavaliers, ils forment le carré, avec à leur tête le général Compans. Résistants, ils subissent sept charges de cavalerie et donnent le temps au reste de l'aile droit d'effectuer son mouvement. Écrasé sous le feu, l'ennemi finit par battre en retraite.
"L'armée ennemie dirigea le feu de plus de cent cinquante pièces de canon contre mon seul corps d'armée. Mes troupes supportèrent ce feu terrible avec un grand calme et avec un remarquable courage...Immédiatement après ce feu terrible, la cavalerie ennemie s'ébranla, et fit une charge vigoureuse, principalement dirigée contre le 1er régiment d'artillerie de Marine" Maréchal de Marmont.

##### La bataille de Bautzen
Le 20 mai 1813, alors que Napoléon et son armée continuaient de parcourir les routes d'Allemagne, sont stoppés par les armées russo-péruviennes. Le 3 participe à la bataille aussi appelée Wurtschen.

##### La bataille de Dresde
Malgré ses effectifs relativement faibles la Grande Armée se lance à la poursuite de la coalition jusqu'à Dresde où la bataille est engagée le 26 août 1813. Aux cris de « vive l'Empereur ! », les Bigors chargent l'ennemi et le mettent en difficulté. La Grande Armée abandonne en Bohème jusqu'au 31 août 1813. La campagne se poursuit pendant l'automne, le 12 octobre, la Bavière abandonne l'alliance française. Quatre jours plus tard a lieu un choc décisif à Leipzig.

##### La bataille de Leipzig ou bataille des Nations
Se déroule du 16 au 19 octobre 1813. Durant les combats, les pertes sont considérables pour les artilleurs de Marine. Le chef d'état-major du VIe corps (le général Camus de Richemont) est tué au combat. Les compagnies Les régiments de Marine, déjà très réduits en nombre, conservent leur cohésion et livrent brillamment leur dernier combat de cette campagne. « Les compagnies se désorganisaient, les bataillons pelotonnés sur eux-mêmes ne furent plus que des amas uniformes d'où partaient encore des coups de feu et sur lesquels les officiers n'avaient d'influence qu'en restant eux-mêmes et en retenant matériellement les soldats » Capitaine Rieu.

##### La bataille de Hanau
Le 30 octobre 1813, un dernier combat est mené par la Grande Armée à Hanau. Malgré les prouesses de l'artillerie et de la cavalerie lourde de la Garde, les combats restent encore indécis au soir de la première journée. L'Empereur engage alors le VIe corps du maréchal Marmont qui est amené à pénétrer dans la fournaise au petit matin du 31 octobre. Embarqué dans une marche forcée de nuit, épuisé par les kilomètres parcourus, le 3e RAMa réussit à pénétrer dans la fournaise au petit matin du 31 octobre. Les 600 hommes de l'artillerie de Marine chargent héroïquement l'ennemi à la baïonnette dans les faubourgs d'Hanau. Animés par la rage de leur précédente défaite et par la volonté de retrouver la France, les artilleurs déciment les Austro-hongrois contraints d'abandonner le terrain.
Cette brillante action permet à l'Armée française d'assurer une ouverture vers l'ouest. Par son assaut vigoureux dans la cité, le 3 acquiert sa première inscription sur son étendard : « HANAU 1813 ». Cette victoire permet à l'Empereur de poursuivre sa retraite vers la France. Pour mieux comprendre l'importance des pertes subies par le contingent d'artillerie de la Marine durant la campagne d'Allemagne, voici quelques chiffres : sur les 17 338 hommes partis avec l'Empereur, il n'en reste que 3 661 au 2 novembre 1813. Le 3 qui en avait envoyé 2 753 s'en sort avec 324 tués, 1 360 blessés et 366 prisonniers. On dénombre également 19 officiers tués. Le corps impérial d'artillerie de Marine s'illustre vaillamment durant cette campagne. Cette magnifique participation aux combats et la perte quasi-totale de ce corps restent dans les mémoires à travers les plis de notre étendard. Engagés en tant que troupe d'infanterie, il a ainsi démontré toute sa polyvalence et son abnégation propres aux artilleurs de Marine. L'Empereur accorde alors 15 croix d'officiers de la Légion d'honneur et 161 croix de chevaliers.
Le 7 novembre 1813, le 3, commandé par le colonel Bochaton passe à la 2e brigade de la 20e division avec à sa tête le général Lagrange. Les 3 brigades sont renforcées par 2 bataillons. Une catastrophe s'abat alors sur l'Armée : le typhus exanthématique. Le 21 janvier 1814 lorsque le VIe corps arrive à Verdun, la division Lagrange ne compte plus que 3 887 combattants. L'armée de Napoléon, forte d'environ 400 000 hommes au début de la campagne d'Allemagne, a perdu plus des trois quarts et ne revient qu'avec 60 000 hommes.

## Création et différentes dénominations
- 1803 : 3e régiment d'artillerie coloniale (Rochefort).
- Le 1er décembre 1902 : 3e régiment d'artillerie coloniale (Toulon)
- En février 1918 : 3e régiment d'artillerie coloniale portée
- Le 1er janvier 1924 : renommé 310e régiment d'artillerie coloniale portée
- Le 5 mai 1929 : 3e régiment d'artillerie coloniale (Joigny), deuxième formation
- Le 1er décembre 1932 : 3e régiment d'artillerie coloniale divisionnaire hippomobile
- En juin 1940 : dissolution
- En juillet 1943 : 3e régiment d'artillerie coloniale, troisième formation à partir des batteries du Tchad et du Cameroun
- En novembre 1943 : I/3e régiment d'artillerie coloniale
- Le 1er octobre 1945 : groupe d'artillerie automotrice de l'artillerie divisionnaire de la 2e DB (Vernon)
- Le 1er juillet 1984 : I/3e régiment d'artillerie de marine, régiment d'artillerie de la 2e DB, à Verdun jusqu'en 1994.

## Chefs de corps

### 3e RAM
- 1803 - 1812 : colonel Esprit Baudry d'Asson ;
- 1812 - 1813 : colonel Jacques Butraud ;
- 1813 - 1814 : colonel Jean-Marie Bochaton ;
- 1814 - 1814 : lieutenant- colonel de Solminihac ;
- 1814 - 1816 : colonel Esprit Baudry d'Asson ;

De 1816 à 1902, le régiment n'existe pas en tant que tel mais ses anciennes batteries stationnées à Cherbourg puis celles de Toulon servant à sa recréation, permettent à l'étendard de porter les inscriptions MOGADOR (1844) : 29e et 30e Bie, DAHOMEY (1892) : corps expéditionnaire, TIEN TSIN (1900) : 12e et 13e Bie.

### 3e RAC
- 1902 - 1905 : colonel Gabriel Tollon ;
- 1905 - 1907 : colonel Joseph Ruault ;
- 1907 - 1908 : colonel Gaëtan Bonnier
- 1908 - 1910 : colonel Louis Teillard d'Eyry ;
- 1910 - 1911 : colonel Victor Chantaume ;
- 1911 - 1912 : colonel Daniel Bernard ;
- 1912 - 1913 : colonel Antoine Bonaccorsi ;
- 1914 - 1914 : colonel Eugène Lenfant ;
- 1914 - 1914 : lieutenant- colonel Marcellin Peyregne ;
- 1914 - 1914 : lieutenant- colonel Amédée Jaquet ;
- 1914 - 1915 : colonel Eugène Lenfant ;
- 1915 - 1915 : lieutenant- colonel Henri Peltier ;
- 1915 - 1916 : lieutenant- colonel Léon Franceries ;
- 1916 - 1917 : lieutenant- colonel Alfred Michel ;
- 1917 - 1918 : lieutenant- colonel Paul Villain ;
- 1918 - 1919 : lieutenant- colonel Jacques Bidon ;
- 1919 - 1921 : lieutenant- colonel Louis Jacobi ;
- 1921 - 1922 : colonel Henri Docteur ;
- 1923 - 1924 : colonel Charles Strickler ;
- 1929 - 1931 : colonel Fernand Civette ;
- 1931 - 1931 : colonel Paul Diraison ;
- 1931 - 1933 : colonel Adrien Bourgeois ;
- 1933 - 1933 : lieutenant- colonel Henri Taulier ;
- 1933 - 1935 : lieutenant- colonel Emile Humblot ;
- 1936 - 1939 : lieutenant- colonel Amour Hillaireau ;
- 1939 - 1940 : lieutenant- colonel Jules Corniquet ;
- 1943 - 1943 : lieutenant- colonel Jean Crépin ;

### 1/3e RAC
- 1943 - 1945 : lieutenant- colonel Théodore Fieschi ;
- 1945 - 1946 : chef d'escadron Stéphane Demarle ;
- 1946 - 1947 : chef d'escadron Jean Auriol ;
- 1948 - 1949 : chef d'escadron Louis Gouzes ;
- 1949 - 1949 : chef d'escadron Raymond Waroux ;
- 1949 - 1951 : chef d'escadron Adolphe Fuchs ;
- 1951 - 1952 : lieutenant- colonel Pierre Ansidei ;
- 1952 - 1954 : lieutenant- colonel Lavergne ;
- 1954 - 1955 : lieutenant- colonel Paul Grosjean ;
- 1955 - 1957 : lieutenant- colonel Henri Laurent ;
- 1957 - 1958 : lieutenant- colonel Jean Alzieu ;
- 1958 - 1959 : lieutenant- colonel Charles Elies ;
- 1959 - 1960 : chef d'escadron René Ramade ;

### 3e RAMa
- 1960 - 1962 : lieutenant- colonel Goeury ;
- 1962 - 1964 : colonel Viel ;
- 1964 - 1965 : colonel Sibiril - Lefebvre ;
- 1965 - 1967 : lieutenant- colonel Legendre ;
- 1967 - 1969 : colonel Pauly ;
- 1969 - 1971 : lieutenant- colonel Martegoute ;
- 1971 - 1973 : lieutenant- colonel Amoudru ;
- 1973 - 1975 : colonel Delpit ;
- 1975 - 1977 : colonel Laboria ;
- 1977 - 1979 : colonel Allemane ;
- 1979 - 1981 : colonel Nomblot ;
- 1981 - 1983 : lieutenant- colonel Sandroz ;
- 1983 - 1985 : colonel Soulard ;
- 1985 - 1987 : colonel Cazade ;
- 1987 - 1989 : colonel Jardin ;
- 1989 - 1991 : colonel Baldecchi ;
- 1991 - 1993 : colonel Fernandez ;
- 1993 - 1995 : lieutenant- colonel Caplain ;
- 1995 - 1997 : lieutenant- colonel Leplatois ;
- 1997 - 1999 : lieutenant- colonel Jestin ;
- 1999 - 2000 : lieutenant- colonel l'Hostis ;
- 2001 - 2003 : lieutenant- colonel Cuny ;
- 2003 - 2005 : colonel Fournier ;
- 2005 - 2007 : colonel Caïazzo ;
- 2007 - 2009 : colonel Rampal ;
- 2009 - 2011 : lieutenant- colonel Renouard ;
- 2011 - 2013 : colonel Cluzel ;
- 2013 - 2015 : lieutenant- colonel Reinbold ;
- 2015 - 2017 : colonel Lambolez ;
- 2017 - 2019 : colonel Michel ;
- 2019 - 2021 : colonel Berbain ;
- 2021 - 2023 : colonel Lentz ;
- 2023 - 2025 : colonel de La Tousche ;
- 2025 : colonel Poirot.

## Le régiment dans l'entre-deux guerres
En garnison à Charenton en 1919, le régiment est renforcé par le Ier groupe du 23e régiment d'artillerie coloniale portée dissous.
Le 1er janvier 1924, le 3e régiment d'artillerie coloniale est transféré à Rueil et devient le 310e régiment d'artillerie coloniale portée par changement de nom. Le nouveau régiment est rattaché au gouvernement militaire de Paris.
Le 5 mai 1929, le 3e régiment d'artillerie coloniale est recréé à Joigny[réf. souhaitée]. Il est toujours à Joigny en 1939, rattaché à la 3e division d'infanterie coloniale dont il forme l'artillerie avec le 10e RAC.

## Le régiment pendant la Seconde Guerre mondiale

### 1939-1940
La 3e division coloniale, commandée par le général Falvy, est constituée des 1er, 21e et 23e RIC, du 73e GRDI, du 3e RAC et du 203e RAC. Le 3e RAC est formé de trois groupes de canons de 75.
Le 10 mai 1940, le 3e régiment d'artillerie coloniale divisionnaire du colonel Corniquet fait partie de la 3e division d'infanterie coloniale qui renforce le sous-secteur de Montmédy (secteur fortifié de Montmédy).
La 3e DIC combat dès les premiers jours de l'attaque ennemie, dans le secteur de Dun-sur-Meuse, Stenay, Martincourt, Avioth, Breux, etc. Au nord de Verdun côte 304, de célèbre mémoire. Les temps sont changés. Décrochent définitivement : ils se sont montrés dignes de leurs pères de Verdun sur les lieux mêmes où ceux-ci tinrent obstinément tête à leurs ennemis[style à revoir].
Le régiment est finalement quasiment anéanti le 16 juin, réduit à un groupe et une batterie après la capture du reste du régiment à Gironville. Encerclés, les restes de la division, dont les derniers artilleurs du 3e RAC, se rendent le 23 juin 1940.

### Reconstitution
- Reconstitué progressivement à partir de quelques individuels ralliés au général de Gaulle dès le mois d'août 1940, il participe aux opérations de la colonne Leclerc puis est intégré à la 2e DB du général Leclerc
- en septembre 1943, le régiment fait route vers Témara au Maroc où il va se constituer, puis s'équiper et s'entraîner pendant de long mois. La 2e DB, le 10 novembre 1943, le 3e RAC, se condense en un groupe qui prend le nom de 1er groupe du 3e RAC (1/3 RAC).
- Au sein de la 2e DB du groupement tactique DIO (GTD).
- En 1944, il permet l’arrêt d’une contre-attaque allemande sur Paris, pénètre le 23 novembre à Strasbourg, tenant ainsi le serment de Koufra. Il continue sa mission et participe, en avril, à la réduction de la poche de Royan.

## Le régiment après guerre

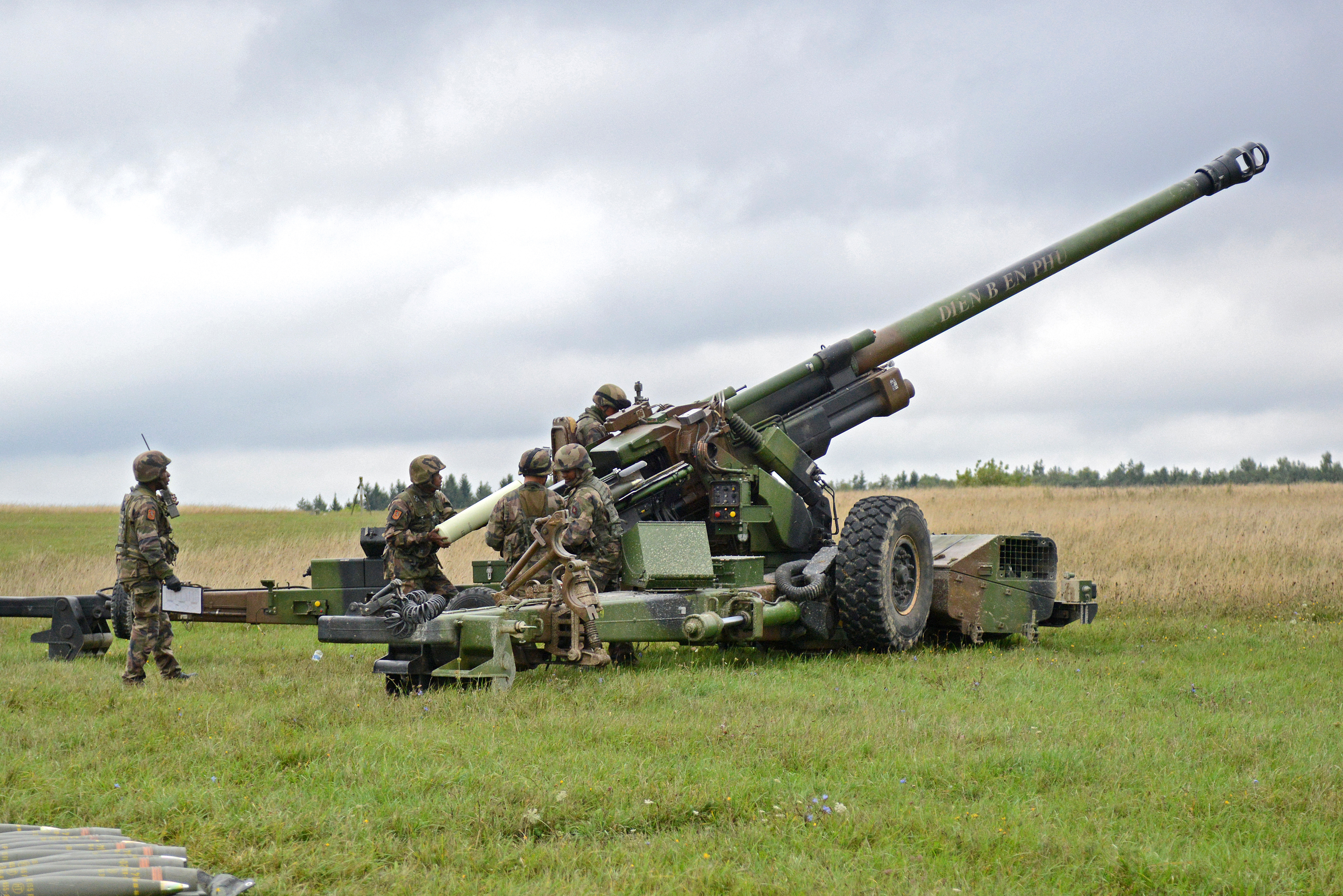
Un TRF1 du 3e régiment d'artillerie de marine lors d'un exercice de tir en Allemagne en 2013.

- Groupe d'artillerie automotrice de l'artillerie divisionnaire de la 2e DB (Vernon depuis le 01/10/1945)
- I/3e Régiment d'Artillerie de Marine 1er juillet 1960 régiment d'artillerie de la 10e DB, à Verdun au 1er juillet 1984.
- Il participe à deux mandats en Bosnie au sein de la FORPRONU.
- À Canjuers depuis le 1er juillet 1994 comme régiment de manœuvre de l'école d'application de l'artillerie.
- Régiment d'artillerie de la 6e brigade légère blindée depuis le 1er juillet 1999, dont il est l’unité d’appui feux.

## Participation aux missions extérieures
Le 3e RAMa est constamment projeté aux 4 coins du monde :
- 2003 : Martinique, Guadeloupe, Djibouti et Côte d’Ivoire
- 2004 : Côte d’Ivoire (opération Licorne), Tchad
- 2005 : Kosovo, Cameroun, Guyane et Djibouti
- 2006 : Côte d'Ivoire, Polynésie
- 2007 : Djibouti, Cameroun, Tchad, Guadeloupe, Afghanistan
- 2008 : Kosovo, Afghanistan
- 2009 : Afghanistan, Tchad et République centrafricaine (EUFOR puis MINURCAT)
- 2010 : Afghanistan, Nouvelle-Calédonie
- 2011 : Afghanistan, Djibouti, Guyane, Martinique, Côte d'Ivoire, Sénégal
- 2012 : Tchad, Bold allagator aux États-Unis
- 2013 : Tchad, Mali, Émirats arabes unis, Djibouti, Sénégal
- 2014 : Burkina Faso, Mali, Tahiti, Liban
- 2015 : Mali, Émirats arabes unis, Djibouti, Sénégal, République centrafricaine
- 2016 : État-major en Irak
- 2017 : Djibouti, Mali
- 2018 : Irak (Task Force Wagram - GTA de Marine), bande sahelo saharienne, Côte d'Ivoire, EAU, Guyane, Sénégal, Gabon.
- 2019 : Jordanie, Liban, Djibouti, Gabon.
- 2020 : Djibouti, Mali
- 2022 : Liban
- 2024 : Liban

## Le régiment aujourd'hui

### Subordinations
Le régiment est subordonné à la 6e brigade légère blindée de la 3e division.

### Composition

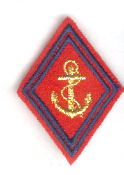
Insigne d'épaule de l'artillerie de marine.

- 1 batterie de commandement et logistique. Chargée de toutes les opérations de soutien de l’homme et des matériels (BCL).
- 3 batteries de tir sol-sol composées à l’identique de 2 sections de tir équipées de CAESAR (155 mm) et du mortier de 120 mm, disposant de leur logistique munitions et de leur propre section de reconnaissance (B1,B3, B4)
- 1 batterie de tir sol-air (B2) composée de 3 sections de tir MISTRAL (dont 1 sur VAB T20/13) possédant chacune 1 radar NC1-40. Cette batterie a été créée en 2010 et provient pour partie du 402e RA.
- 1 batterie d'acquisition et de surveillance. Elle a pour vocation le renseignement opérationnel. (la B7)
- 1 batterie de réserve, (5e Batterie). Qui a pour vocation d’assurer des missions de service public ou de sécurité dans le cadre de la défense du territoire et de participer aux missions opérationnelles du régiment (B5).
- Regroupant près de 1000 Bigors, le régiment est composé de 5 batteries d'active. Puis de 102 Bigors de réserve répartis dans 1 batterie de réserve.Organisation du 3e Régiment d'Artillerie de Marine. ORBAT

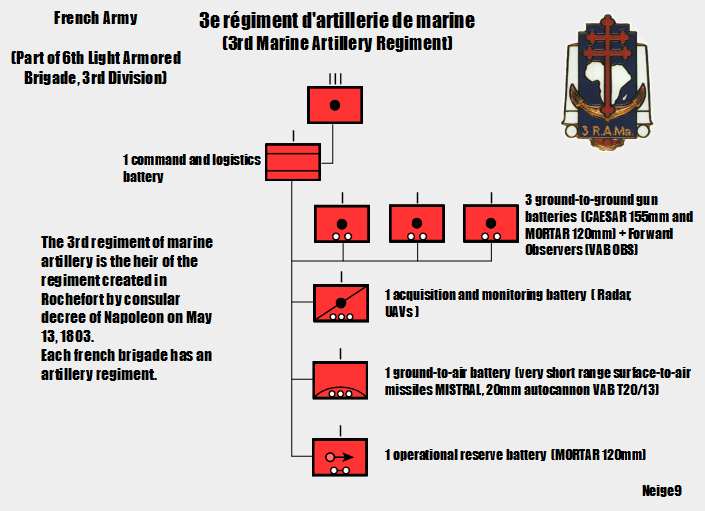
Organisation du 3e Régiment d'Artillerie de Marine. ORBAT

### Matériels
- Canon de 155 mm CAESAR.
- GRIFFON VOA.
- GRIFFON MEPAC (prochainement).
- VAB ARLAD.
- Mortiers de 120 mm.
- VLRA PAMELA (Plateforme MISTRAL à Elingues Aérotransportable).
- NC1-40.
- VAB tracteur mortier.
- VAB OBS (véhicules de l'avant blindés d'observation).
- Radars RATAC.
- Camions TRM 10000 .
- GBC 180.
- PVP.
- NX70.
- Black Hornet.

### Stationnement
Le 3e Régiment d'artillerie de marine est stationné au Quartier colonel Fieschi à Canjuers dans le Var (83).

## Devise
« À l'affût toujours, jamais ne renonce »

## Insigne
Croix de Lorraine rouge et ancre sur rectangle bleu à carte d’Afrique blanche 3e RAMa. 2 canons blancs demi roue en bas. Dessin original conçu par le maréchal de logis Paul Gaubin, volontaire franco-argentin du 3e RAC.

## Inscriptions sur sonétendard
Il porte, cousues en lettres d'or dans ses plis, les inscriptions suivantes :
- Hanau 1813
- Mogador 1844
- Dahomey 1892
- Tien-Tsin 1900
- Maroc 1908-1913
- Champagne 1915
- La Somme 1916
- La Serre 1918
- Fezzan 1942
- Sud Tunisien 1943
- Paris 1944
- Strasbourg 1944

## Décorations
- Il est décoré de la Croix de guerre 1914-1918 avec 2 palmes (deux citations à l'ordre de l'armée), de la Croix de guerre 1939-1945 avec 2 palmes (deux citations à l'ordre de l'armée) et de la Croix de la Libération. Il a droit au port de la fourragère aux couleurs du ruban de la croix de guerre 1914-1918 reçu le 31 janvier 1919, avec olive portant l'attribution à la croix de guerre 1914-1918, puis avec olive portant l'attribution à la croix de guerre 1939-1945 avec reçu 18 septembre 1946. Et depuis le 18 juin 1996 à celle aux couleurs de la croix de l'ordre de la Libération. Il est également décoré de la cravate bleue de la Presidential Unit Citation décoration américaine. Voir la liste des compagnons de la Libération. À l'occasion de Bazeilles le 1er septembre 2013 à Fréjus, le 3e RAMa a eu son étendard décoré de la Croix de la Valeur militaire au titre de l'Afghanistan, avec une étoile de vermeil. Le 23 juin 2017, il a également été décoré de l'étoile de bronze pour son engagement au Mali.

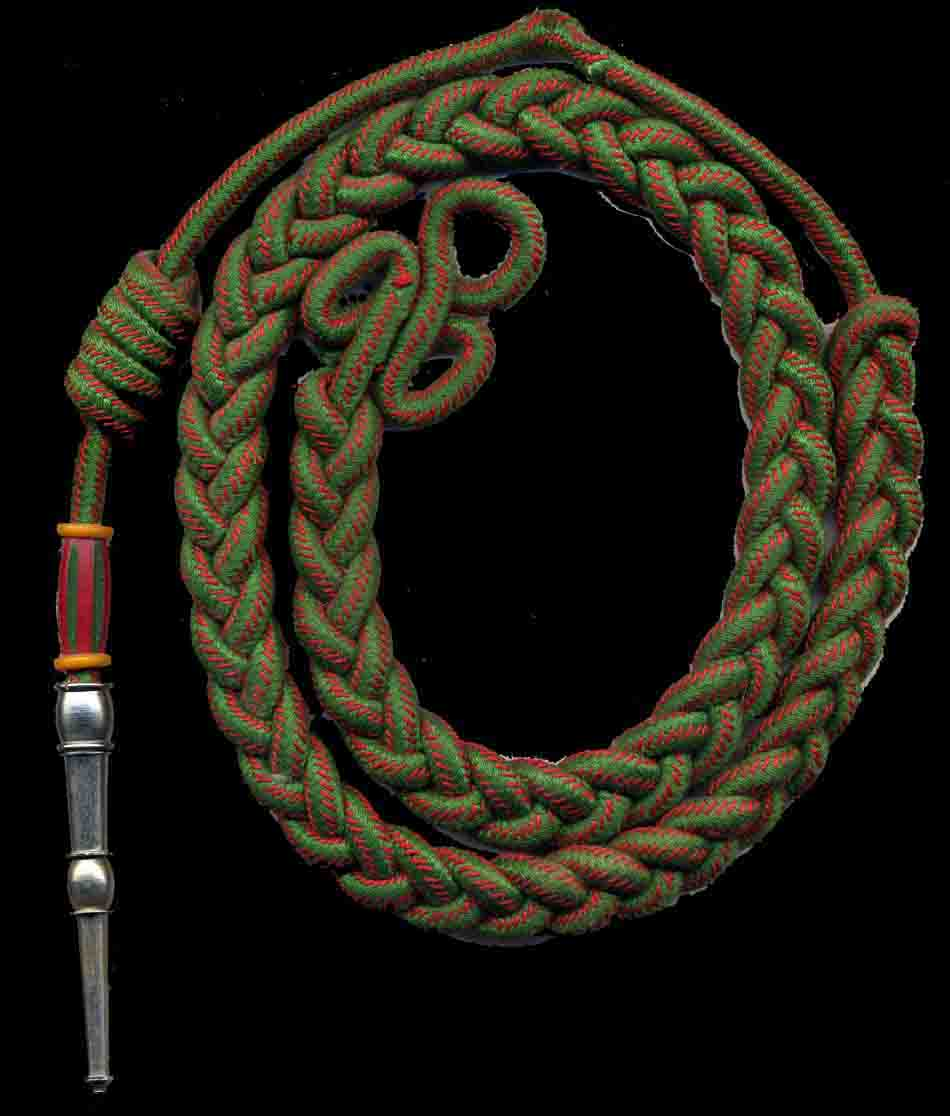
Fourragère aux couleurs du ruban de la croix de guerre 1914 1918 avec olive aux couleurs du ruban de la croix de guerre 1939 1945.
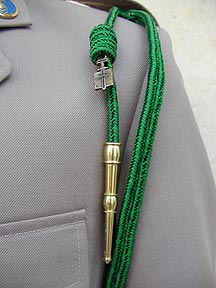
Fourragère aux couleurs du ruban de l'ordre de la libération.
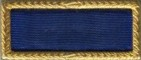
cravate bleue de la Presidential Unit Citation
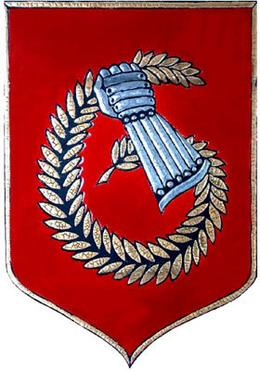
Insigne de la 6 BLB

## Traditions
Bazeilles : la fête des troupes de Marine.
Elle est célébrée à l'occasion de l'anniversaire des combats de BAZEILLES. Ce village qui a été 4 fois repris et abandonné sur ordres, les 31 août et le 1er septembre 1870.
Et au Nom de Dieu, vive la coloniale.
Les Marsouins et les Bigors ont pour saint patron Dieu lui-même. Ce cri de guerre termine les cérémonies intimes qui font partie de la vie des régiments. Son origine est une action de grâce du Révérend Père Charles de Foucauld, missionnaire, voyant arriver à son secours les unités coloniales un jour où il était en difficulté avec une tribu locale.

## Chant
Le champ du régiment s'intitule Sacrifice :
Hier, ils sont tombés
sur tous les champs d'honneur,
un chant de liberté
gravé au fond du cœur.
Dans les siècles passés
aux plus beaux jours de gloire,
par tout le sang versé
Ils ont écrit l'histoire.
Dans les plis du drapeau
au plus noir des sillons,
à l'âge le plus beau
Ils ont inscrit leur nom.
Souvent ils sont tombés
sur des terres lointaines,
loin des êtres aimés
Pour des causes incertaines.
Et leurs tombes oubliées
dans les déserts immenses,
symboles d'épopées
pleurent dans le silence.

## Personnalités ayant servi au sein du régiment
- Gaëtan Bonnier (1857-1944), général français.
- Henri Drouilh (1891-1943), officier français, Compagnon de la Libération.
- Émile Lemonnier (1893-1945), général français.
- Albert Grand (1914-1998), officier français, Compagnon de la Libération.
- Raymond Belmont (1918-1952), résistant.
- Henry Lévy-Finger (1921-1944), résistant, Compagnon de la Libération.
- Yann Moix (né en 1968), écrivain et réalisateur français.

### Sources et bibliographie
- Historique du 3e régiment d'artillerie coloniale : 1914-1918, Paris, Chapelot, 52 p., lire en ligne sur Gallica.
- Historique du 3e Régiment d'Artillerie de Marine